# چاکیکوچا (لیما)
چاکیکوچا (به اسپانیایی: Ch'akiqucha) یک کوه در پرو است که در منطقه خونین و منطقه لیما واقع شده‌است. چاکیکوچا ۴٬۲۰۰ متر بالاتر از سطح دریا واقع شده‌است.